# تيموثي ألين
تيموثي ألين (بالإنجليزية: Timothy Allen)‏ هو صحفي ومصور بريطاني، ولد في 1971 في Tonbridge ‏ في المملكة المتحدة.